# Поле Якоби
Поле Якоби — векторное поле вдоль геодезической {\displaystyle \gamma } в римановом многообразии, 
описывающие разницу между этой геодезической и «бесконечно близкой» ей геодезической. 
Можно сказать, что все поля Якоби вдоль геодезической образуют касательное пространство к ней в пространстве всех геодезических. 
Названы в честь Карла Густава Якоба Якоби.

## Определение
Пусть {\displaystyle \gamma _{\tau }} есть гладкое однопараметрическое семейство геодезических с {\displaystyle \gamma _{0}=\gamma }, тогда поле
{\displaystyle J(t)=\left.{\frac {\partial \gamma _{\tau }(t)}{\partial \tau }}\right|_{\tau =0}}
называется полем Якоби.

## Свойства
- Поле Якоби J удовлетворяет уравнению Якоби:
{\displaystyle J''(t)+R(J(t),T(t))T(t)=0,}

где {\displaystyle J''(t)={\frac {D^{2}}{dt^{2}}}J} есть ковариантная производная по отношению к связности Леви-Чивита, {\displaystyle R} — тензор кривизны, и {\displaystyle T(t)=d\gamma (t)/dt} — касательный вектор к {\displaystyle \gamma }.
- На полных римановых многообразиях любое поле, удовлетворяющее уравнению Якоби, является полем Якоби, то есть для него существует семейство геодезических {\displaystyle \gamma _{\tau }}, связанное с этим полем в соответствии с определением.

- Уравнение Якоби — линейное  обыкновенное дифференциальное уравнение второго порядка.
  - В частности,  {\displaystyle J} и {\displaystyle {\frac {D}{dt}}J} в какой-либо точке {\displaystyle \gamma } однозначно определяют поле Якоби.
  - Кроме того, набор полей Якоби вдоль геодезической составляет вещественное векторное пространство, размерность которого равна удвоенной размерности многообразия.

- Любое поле Якоби {\displaystyle J} можно представить единственным образом в виде суммы {\displaystyle T+I}, где {\displaystyle T=a{\dot {\gamma }}(t)+bt{\dot {\gamma }}(t)} является линейной комбинацией тривиальных полей Якоби, и {\displaystyle I(t)} ортогонально {\displaystyle {\dot {\gamma }}(t)} при всех {\displaystyle t}. 
  - При этом поле {\displaystyle I} соответствует тому же семейству геодезических, только с измененной параметризацией.

- Для любых двух полей Якоби {\displaystyle I(t)} и {\displaystyle J(t)} величина 
{\displaystyle \langle I'(t),J(t)\rangle -\langle I(t),J'(t)\rangle }

не зависит от {\displaystyle t}.

## Пример
На сфере геодезическими через Северный полюс являются большие окружности. Рассмотрим две такие геодезические {\displaystyle \gamma _{0}} и {\displaystyle \gamma _{\tau }} с естественной параметризацией {\displaystyle t\in [0,\pi ]}, разделенные углом {\displaystyle \tau }. Геодезическое расстояние {\displaystyle d(\gamma _{0}(t),\gamma _{\tau }(t))} равно
{\displaystyle d(\gamma _{0}(t),\gamma _{\tau }(t))=\operatorname {arcsin} {\bigg (}\sin t\sin \tau {\sqrt {1+\cos ^{2}t\operatorname {tg} ^{2}(\tau /2)}}{\bigg )}.}
Чтобы получить это выражение, нужно знать геодезические. Наиболее интересный результат таков:
{\displaystyle d(\gamma _{0}(\pi ),\gamma _{\tau }(\pi ))=0} для любого {\displaystyle \tau }.
Вместо этого мы можем рассмотреть производные по {\displaystyle \tau } при {\displaystyle \tau =0}:
{\displaystyle {\frac {\partial }{\partial \tau }}{\bigg |}_{\tau =0}d(\gamma _{0}(t),\gamma _{\tau }(t))=|J(t)|=\sin t.}
Мы вновь получаем пересечение геодезических при {\displaystyle t=\pi }. Заметим, однако, что для вычисления этой производной не нужно знать {\displaystyle d(\gamma _{0}(t),\gamma _{\tau }(t))};
все, что нужно сделать, это решить уравнение 
{\displaystyle y''+y=0},
для некоторых заданных начальных условий. 
Поля Якоби дают естественное обобщение этого явления для произвольных римановых многообразий.

## Решение уравнения Якоби
Пусть {\displaystyle e_{1}(0)={\dot {\gamma }}(0)/|{\dot {\gamma }}(0)|}; добавим к этому вектору другие, чтобы получился ортонормированный базис {\displaystyle {\big \{}e_{i}(0){\big \}}} в {\displaystyle T_{\gamma (0)}M}. Переместим его параллельным переносом, чтобы получить базис {\displaystyle \{e_{i}(t)\}} в любой точке {\displaystyle \gamma }. 
Это даёт ортонормированный базис с {\displaystyle e_{1}(t)={\dot {\gamma }}(t)/|{\dot {\gamma }}(t)|}. 
Поле Якоби можно записать в координатах, связанных с этим базисом: {\displaystyle J(t)=y^{k}(t)e_{k}(t)}, откуда:
{\displaystyle {\frac {D}{dt}}J=\sum _{k}{\frac {dy^{k}}{dt}}e_{k}(t),\quad {\frac {D^{2}}{dt^{2}}}J=\sum _{k}{\frac {d^{2}y^{k}}{dt^{2}}}e_{k}(t),}
и уравнение Якоби можно переписать в виде системы
{\displaystyle {\frac {d^{2}y^{k}}{dt^{2}}}+|{\dot {\gamma }}|^{2}\sum _{j}y^{j}(t)\langle R(e_{j}(t),e_{1}(t))e_{1}(t),e_{k}(t)\rangle =0}
для каждого {\displaystyle k}. Таким образом мы получим линейные обыкновенные дифференциальные уравнения. 
Поскольку уравнение имеет гладкие коэффициенты, мы имеем, что решения существуют для всех {\displaystyle t} и являются единственными, если заданы {\displaystyle y^{k}(0)} и {\displaystyle {\frac {dy^{k}}{dt}}(0)} для всех {\displaystyle k}.

## Примеры
Рассмотрим геодезическую {\displaystyle \gamma (t)} с параллельным ортонормированным репером {\displaystyle e_{i}(t)}, {\displaystyle e_{1}(t)={\dot {\gamma }}(t)/|{\dot {\gamma }}|}, построенным, как описано выше.
- Векторные поля вдоль {\displaystyle \gamma }, заданные {\displaystyle {\dot {\gamma }}(t)} и {\displaystyle t{\dot {\gamma }}(t)}, являются полями Якоби.
- В евклидовом пространстве (а также для пространств постоянной нулевой секционной кривизны)  поля Якоби это — это те поля, что линейны по {\displaystyle t}.
- Для римановых многообразий постоянной отрицательной секционной кривизны {\displaystyle -k^{2}} любое поле Якоби является линейной комбинацией {\displaystyle {\dot {\gamma }}(t)}, {\displaystyle t{\dot {\gamma }}(t)} и {\displaystyle \exp(\pm kt)e_{i}(t)}, где {\displaystyle i>1}.
- Для римановых многообразий постоянной положительной секционной кривизны {\displaystyle k^{2}} любое поле Якоби является линейной комбинацией {\displaystyle {\dot {\gamma }}(t)}, {\displaystyle t{\dot {\gamma }}(t)}, {\displaystyle \sin(kt)e_{i}(t)} и {\displaystyle \cos(kt)e_{i}(t)}, где {\displaystyle i>1}.
- Сужение поля Киллинга на геодезическую является полем Якоби в любом римановом многообразии.
- Поля Якоби соответствуют геодезическим на касательном расслоении (по отношению к метрике {\displaystyle TM}, индуцированной метрикой на {\displaystyle M}).